# Nicetas viola
Nicetas viola är en fjärilsart som beskrevs av George Francis Hampson. Nicetas viola ingår i släktet Nicetas och familjen nattflyn. Inga underarter finns listade i Catalogue of Life.